# TP d'Or 1985
Els premis TP d'Or 1985 foren entregats el 7 d'abril de 1986 en un acte a l'hotel Scala Melià Castilla de Madrid presentat per José María Íñigo.
| Categoria                  | Programa                           | Persona                            | Resultat        |
| -------------------------- | ---------------------------------- | ---------------------------------- | --------------- |
| Actor                      | El baile                           | Juanjo Menéndez                    | Guanyador       |
| Actor                      | Los pazos de Ulloa                 | Fernando Rey                       | 2n classificat  |
| Actor                      | Los pazos de Ulloa                 | José Luis Gómez                    | 3r classificat  |
| Actriu                     | Los pazos de Ulloa                 | Charo López                        | Guanyadora      |
| Actriu                     | Los pazos de Ulloa                 | Victoria Abril                     | 2a classificada |
| Actriu                     | La comedia musical española        | Concha Velasco                     | 3a classificada |
| Presentador                | Telediario                         | Manuel Campo Vidal                 | Guanyador       |
| Presentador                | Estudio abierto                    | José María Íñigo                   | 2n classificat  |
| Presentador                | Telediario                         | Felipe Mellizo                     | 3r classificat  |
| Presentadora               | Un, dos, tres... responda otra vez | Mayra Gómez Kemp                   | Guanyadora      |
| Presentadora               | Telediario                         | Rosa María Mateo Isasi             | 2a classificada |
| Presentadora               | Informe semanal                    | Mari Carmen García Vela            | 3a classificada |
| Personatge més popular     | Como Pedro por su casa             | Pedro Ruiz                         | Guanyador       |
| Personatge més popular     | Barrio Sésamo                      | Espinete                           | 2n classificat  |
| Personatge més popular     | Un, dos, tres... responda otra vez | Raúl Sender                        | 3r classificat  |
| Sèrie Nacional             | Los pazos de Ulloa                 | Los pazos de Ulloa                 | Guanyadora      |
| Sèrie Nacional             | Goya                               | Goya                               | 2n classificat  |
| Sèrie Nacional             | Página de sucesos                  | Página de sucesos                  | 3r classificat  |
| Sèrie Estrangera           | Falcon Crest                       | Falcon Crest                       | Guanyadora      |
| Sèrie Estrangera           | El pájaro espino                   | El pájaro espino                   | 2n classificat  |
| Sèrie Estrangera           | La joya de la corona               | La joya de la corona               | 3r classificat  |
| Informatius i d'actualitat | Informe semanal                    | Informe semanal                    | Guanyadora      |
| Informatius i d'actualitat | Vivir cada día                     | Vivir cada día                     | 2n classificat  |
| Informatius i d'actualitat | La clave                           | La clave                           | 3r classificat  |
| Divulgatiu i cultural      | Más vale prevenir                  | Más vale prevenir                  | Guanyadora      |
| Divulgatiu i cultural      | Consumo                            | Consumo                            | 2n classificat  |
| Divulgatiu i cultural      | El cuerpo humano                   | El cuerpo humano                   | 3r classificat  |
| Infantil i juvenil         | Barrio Sésamo'                     | Barrio Sésamo'                     | Guanyadora      |
| Infantil i juvenil         | La bola de cristal                 | La bola de cristal                 | 2n classificat  |
| Infantil i juvenil         | Los sabios                         | Los sabios                         | 3r classificat  |
| Musical i entreteniment    | Un, dos, tres... responda otra vez | Un, dos, tres... responda otra vez | Guanyadora      |
| Musical i entreteniment    | Como Pedro por su casa             | Como Pedro por su casa             | 2n classificat  |
| Musical i entreteniment    | La comedia musical española        | La comedia musical española        | 3r classificat  |
| Anunci                     | Freixenet                          | Freixenet                          | Guanyadora      |
| Anunci                     | Coca-Cola                          | Coca-Cola                          | 2n classificat  |
| Anunci                     | Danone                             | Danone                             | 3r classificat  |
| Euskal Telebista           | Kirolez kirol                      | Kirolez kirol                      | Guanyador       |
| TV3                        | Àngel Casas Show                   | Àngel Casas Show                   | Guanyador       |